# Exército de Libertação do Povo de Cordillera
O Exército de Libertação do Povo da Cordillera (em inglês:  Cordillera People's Liberation Army, CPLA) foi uma organização militante com sede na região da Cordillera, nas Filipinas, fundada por Conrado Balweg.
Em 1986, o Exército de Libertação do Povo da Cordillera separou-se do Novo Exército Popular, de caráter comunista, criticando este último pela sua incompetência na prossecução dos seus objetivos.
A formação da organização também acompanhou a fusão da Força de Libertação Tingguian, um grupo dissidente do Novo Exército Popular Abra, para formar a organização da Cordillera. Seu objetivo era lutar pela autodeterminação do povo da Cordillera.
Em 13 de setembro de 1986, o Exército de Libertação do Povo da Cordillera e o Governo das Filipinas fizeram um "sipat" (cessar-fogo) no Mt. Data Hotel, em Bauko, Província da Montanha. O acordo entre as duas entidades foi denominado Acordo de Paz de Mount Data de 1986.
Em 1999, o fundador da organização, Conrado Balweg, foi assassinado pelo Novo Exército Popular.
Um acordo de encerramento entre o Exército de Libertação do Povo da Cordillera e o Governo das Filipinas foi assinado em 4 de julho de 2011, no Rizal Hall no Palácio de Malacañang. O acordo previa o desarmamento do grupo, a reintegração dos militantes na sociedade dominante e a conversão do grupo militante numa organização socioeconômica.
Embora o grupo tenha interrompido o confronto armado, continua a existir desde 2013 e ainda faz campanha por maior autonomia nas Cordilleras com cerca de 1.000 membros.